# Filippo Pascucci
Filippo Pascucci, conosciuto come Felipe Pascucci in Argentina (Genova, 24 giugno 1907 – 18 dicembre 1966), è stato un allenatore di calcio italiano.

## Biografia
Di origini genovesi, nella città ligure rimasero sua madre e sua sorella, mentre egli si trasferì in Argentina. Giunto in Argentina, Pascucci allenò l'Estudiantil Porteño, lo Sportivo Barracas e il River Plate; mentre il River disputava il campionato professionistico, l'Estudiantil militava tra i dilettanti. Nel 1931, con l'istituzione del professionismo nel calcio argentino, Pascucci passò ad allenare lo Sportivo Barracas, la compagine più valente del torneo dilettantistico. Dati i suoi buoni risultati in campo nazionale, Pascucci fu contattato da Ernesto Malbec, dirigente della federazione argentina, per guidare la Nazionale; la selezione che partecipò al campionato del mondo 1934 fu interamente composta da dilettanti ed elementi dei tornei regionali, giacché le grandi società professionistiche temevano che i loro giocatori migliori non sarebbero tornati in patria, tentati dai lauti ingaggi dei club europei.
Sbarcato in Italia dalla nave Neptunia, Pascucci portò con sé una rosa di 18 elementi, dei quali 14 d'origine italiana. All'arrivo nel Paese organizzatore del Mondiale, si disse particolarmente soddisfatto del potenziale offensivo a sua disposizione (menzionando la rapidità di Galateo e Wilde e l'esperienza di De Vincenzi). Le critiche che mosse alla difesa della sua squadra e alla qualità generale della formazione da lui guidata furono però notate dal giornalista de El Gráfico Chantecler, che subito lo riportò sulle pagine della rivista. Ciò rese Pascucci ancor più malvisto dalla stampa argentina di quanto già non fosse. Di conseguenza Pascucci maturò la decisione di non rientrare ad allenare in Argentina, ma di rimanere in Italia.
Nel 1935 guidava gli allievi del Bologna, e di tale squadra curava i rapporti con l'Argentina; nel corso della stagione 1935-1936 prese la guida della Sanremese. Al termine della stagione 1936-1937 la portò in Serie B, ma non fu confermato e fu sostituito dall'ungherese Wereb. Pascucci tornò sulla panchina della Sanremese in Serie B nel 1938-1939; tra le due esperienze alla Sanremese passò al Liguria, che intendeva controllare meglio la forma fisica dei propri giocatori e pertanto s'affidò a lui, esperto nella preparazione atletica. Lì svolse la funzione di allenatore di riserva, dietro al tecnico principale Baloncieri. Nel 1940-1941 allenò il Cavagnaro, mentre nel 1942-1943 disputò un mediocre campionato con l'Asti. Dopo aver fatto il vice al Genoa, allenò l'Antibes, in Francia, nel 1946-1947; dopo pochi giorni, però, il suo rapporto con la società francese fu compromesso. Tornò alla guida della Sanremese nel 1951, rimanendovi sino al 1953.
In seguito si rese tramite, per alcuni anni, delle relazioni di alcune società con i club argentini, data la sua familiarità con il Paese sudamericano. È morto il 18 dicembre 1966 in seguito ad un collasso cardiaco, avvenuto mentre si trovava al seguito della squadra di pallanuoto della Pro Recco, ove lavorava come preparatore atletico, al ritorno in aereo da una trasferta a Zagabria.

## Palmarès

### Allenatore

#### Competizioni nazionali
- Campionato argentino: 1

River Plate: 1932
- Serie C: 2

Sanremese: 1936-1937
Manlio Cavagnaro: 1940-1941 (girone D)